# Modestep
Modestep is een elektronische rock en dubstep-band uit het Verenigd Koninkrijk. De band ontstond in Londen in 2010. Hun debuutalbum kreeg de naam Evolution Theory en kwam uit op 11 februari 2013.

## Geschiedenis

### Carrièrestart (2010–2011)
Tony Friends was al dj sinds 2001 terwijl zijn broer Josh in verschillende bands actief was.
In 2010 besloten de broers samen met hun vriend Nick Tsang (gitaar) een band op te starten onder de naam 'Mode'. Deze naam was echter al in gebruik waardoor ze kozen voor de naam Modestep.

### Evolution Theory (2011–2013)
Modestep begon in januari 2011 te werken aan hun debuutalbum. Matthew Curtis werd aan de band toegevoegd als drummer. Hun album kreeg de naam Evolution Theory. Het nummer Sunlight kende meteen succes. Modestep kreeg een platencontract aangeboden door Polydor, Interscope Records en mocht meteen beginnen touren in het Verenigd Koninkrijk. In 2012 volgde een wereldtournee.

### London Road (2013–2016)
In 2013 kondigde Modestep aan dat ze aan nieuw materiaal gingen werken. Tsang en Curtis besloten niet mee te werken aan het nieuwe album en gingen zich beiden focussen op een solocarrière. De vervanging van de bandleden verliep niet volgens plan waardoor het nieuwe album vertraging opliep. In 2014 speelden de broers enkel dj-sets van hun vroeger opgenomen nummers. In 2015 kwamen Deek (gitaar) en Lundy (drums) de band versterken. In januari kwam hun eerste single van het tweede album uit: Snake. Even later kregen we hun nieuwe album London Road te horen. Met nummers uitgebracht door Modesteps eigen recordlabel 'Max Records'. Er werd onder andere samengewerkt met FuntCase en The Partysquad.

### Nieuw album (2016-heden)
Modestep kondigde op sociale media aan dat ze binnenkort aan een derde album zullen werken. Op 20 januari was het eerste nummer te horen 'Living for the weekend'. Voor dit nummer werd samengewerkt met Zomboy.
In mei 2017 kondigde Tony Friend aan te stoppen met Modestep. Na acht jaar met zijn broer in de band wilde hij zich gaan concentreren op een eigen carrière. Hierdoor bestaat Modestep nu uit twee leden: broer Josh en drummer Pat.

## Modestep live

### België
Modestep stond in 2012 voor de eerste keer in België op een festival. Zowel Les Ardentes als Pukkelpop werden aangedaan. In 2013 stond Modestep in een uitverkochte Ancienne Belgique. Daarna mochten ze zondag 7 juli 2013 Rock Werchter afsluiten in The Barn. In augustus 2014 volgde een tweede passage op Pukkelpop. De broers Josh en Tony Friend speelden een dj-set in de Boiler. In 2015 kwamen ze met hun nieuwe bandsamenstelling/album naar Couleur Café en Crammerock. In maart 2016 kwam Modestep voor een tweede maal naar de Ancienne Belgique. Dit als voorprogramma van Enter Shikari.

### Nederland
Modestep heeft al twee zaalshows gegeven in Nederland. Zowel in 2012 en 2013 hielden ze halt in de Melkweg te Amsterdam. Op 20 juli 2015 kwam Modestep met hun nieuwe band en album naar We Are Electric in Eersel. In maart 2016 kwamen ze naar het festival Paaspop. Ook kwamen ze naar het festival Vestrock in juni 2016.

## Discografie

### Albums
| Album met hitnotering(en) in de Vlaamse Ultratop 200 albums | Datum van verschijnen | Datum van binnenkomst | Hoogste positie | Aantal weken | Opmerkingen |
| ----------------------------------------------------------- | --------------------- | --------------------- | --------------- | ------------ | ----------- |
| Evolution Theory                                            | 2013                  | 16-02-2013            | 41              | 3            |             |
| London Road                                                 | 2015                  | 25-05-2015            | -               | -            |             |

### Singles
| Single met hitnotering(en) in de Vlaamse Ultratop 50 | Datum van verschijnen | Datum van binnenkomst | Hoogste positie | Aantal weken | Opmerkingen |
| ---------------------------------------------------- | --------------------- | --------------------- | --------------- | ------------ | ----------- |
| Sunlight                                             | 14-08-2011            | 20-08-2011            | tip2            |              |             |
| To the stars                                         | 03-10-2011            | 19-11-2011            | tip81           | -            |             |
| Another day                                          | 01-12-2012            | 29-12-2012            | tip84*          |              | met Popeska |
| Snake                                                | 04-05-2015            | 20-05-2015            | tip80           |              |             |